# Cantó d'Ouzouer-sur-Loire
El cantó d'Ouzouer-sur-Loire és un cantó francès del departament de Loiret, situat al districte d'Orleans. Té sis municipis i el cap és Ouzouer-sur-Loire.

## Municipis
- Bonnée
- Les Bordes
- Bray-en-Val
- Dampierre-en-Burly
- Ouzouer-sur-Loire
- Saint-Benoît-sur-Loire

## Història
| Data d'elecció                           | Identitat       | Partit                                               | Qualitat |
| ---------------------------------------- | --------------- | ---------------------------------------------------- | -------- |
| 1945-1982                                | Gaston Girard   | Divers droite, després UNR, després UDR, després RPR |          |
| 1982-1990                                | Robert Souesme  | Divers droite                                        |          |
| 1990-                                    | Claude de Ganay | RPR, després UMP                                     |          |
| les dades anteriors no són pas conegudes |                 |                                                      |          |
|                                          |                 |                                                      |          |

## Demografia
| A partir de 1990: Població sense dobles comptes |